# Iscomaco di Crotone
Iscomaco di Crotone, o Isomaco (in greco antico: Ισχόμαχος?, Ischòmachos o Ισόμαχος, Isòmachos; Crotone, ... – Crotone, ...; fl. VI secolo a.C.), è stato un atleta greco antico e cittadino di Crotone.

## Biografia
Vinse due edizioni dei Giochi olimpici: la LXVIII edizione nel 508 a.C. e la LXIX nel 504 a.C., entrambe nella specialità stadion.